# Monument de la reconnaissance à la France
Le monument de la reconnaissance à la France (en serbe : Споменик захвалности Француској et Spomenik zahvalnosti Francuskoj), encore appelé monument pour la France, est un monument ornant le parc de Kalemegdan à Belgrade en Serbie. En raison de sa valeur artistique et historique, il est inscrit sur la liste des monuments culturels de grande importance de la république de Serbie et sur la liste des biens culturels de la ville de Belgrade,.

## Histoire
Après une épopée inédite de l’armée serbe pendant la Première Guerre mondiale, le calvaire de la traversée de l’Albanie et l’exploit de la percée du front de Thessalonique, une période cruciale s’est forgée pendant laquelle se sont formées une alliance militaire et une amitié entre la Serbie et la France. Après la guerre, les intellectuels serbes regroupés autour de la Communauté des anciens élèves des écoles françaises et de la Communauté des amis de la France, ont lancé une initiative en signe de gratitude pour l’aide de la France adressée à l’armée et l’éducation pendant et après la guerre, pour qu’à Paris comme à Belgrade s’érige un monument représentant un témoignage durable et un gage de la préservation de l’amitié et de l’alliance franco-serbe conclue pendant les jours de grands défis. À cette occasion, en 1924 a été créé le Comité pour l’élaboration du monument dirigé par un éminent médecin, l’un des fondateurs de la faculté de médecine, le Dr Niko Miljanic (1892-1957). Pendant cette période commence aussi la collecte des fonds, qui sont très vite rassemblés après une rapide action du Comité. L’histoire du monument indique aussi l’année 1921 lorsque le conseil de la municipalité de Belgrade prend la décision d’ériger une pierre tombale en signe de remerciement et de respect envers les soldats français qui sont morts pour la défense de Belgrade en 1915.
Après la guerre, le royaume de Serbie cesse d’exister en tant que tel, et Belgrade devient la capitale d’un nouveau royaume des Serbes, Croates et Slovènes, puis du royaume de Yougoslavie. Belgrade se renouvelle et restaure rapidement. Prenant la possession des terres militaires à Kalemegdan, la municipalité de Belgrade cède la parcelle en 1928 pour le monument « au plus bel endroit du centre du parc de Kalemegdan, qui est dominé par l’un des plus beaux paysage de l’Europe aux alentours sur lequel sera bientôt érigé la Maison de la France » (le bâtiment de l’ambassade de France a été construit entre 1928-1932). La France a répondu à ce geste en construisant des monuments à Paris aux rois Pierre Ier « le libérateur » et son fils Alexandre Ier « l’unificateur » (square Alexandre-Ier-de-Yougoslavie, sculpture de Maxime Real del Sarte, en 1936), des monuments à Orléans et Marseille et en nommant l’une des avenues centrales de Paris avenue Pierre-Ier-de-Serbie.

## Description
La réalisation du monument a été confiée à l’un des plus importants sculpteurs yougoslaves, un artiste de renommée mondiale, Ivan Meštrović (Vrpolje, actuelle Croatie, 1883 - South Bend, Indiana, États-Unis, 1962) qui l’effectue dans son atelier – la galerie « Meštrović » à Zagreb, où il est coulé dans le bronze dans sa fonderie ALU en 1930, en utilisant la technique de « la cire perdue ». Le modèle a été élaboré à partir de quatorze pièces, assemblées en deux parties. La sculpture est divisée longitudinalement. Après l’arrivée des pièces à Belgrade, la sculpture est montée sur place. Le monument imposant, de plus de quatre mètres de haut, représente la France qui dans un élan de solidarité apporte de l’aide à la Serbie en guerre. Le mouvement expressif d’une forte figure féminine – un motif important dans l’opus de Meštrović, d’un discours de l’art allégorique, il exprime et glorifie l’esprit national de la France, en suggérant des attributs de dynamisme, de leadership, de courage, de foi. Le monumentalisme qui se trouve au centre de l’expression sculpturale de Meštrović est renforcé par de grandes et bien dessinées formes de la figure féminine sur un piédestal haut de sept mètres fait en blocs solides appelés « marbre » de Brač (pâle de type adriatique qui développe une patine blanche à la surface). Avec des segments mis en séquence pyramidalement et des volumes dosés dans un piédestal résolu géométriquement, a été créé un rythme de soulignement progressif de la scène centrale et une unité stylistique du monument et du parterre, agencé géométriquement selon les principes du jardin à la française. L’accès au monument placé à la fin de l’avenue principale du parc, s’étend en dehors des limites du parc, le long de la rue principale (Knež Mihailova) et plus loin, le mettant en avant comme un cadre visuel de référence significatif. Sur le devant sont sculptées l’année de construction et la note « À la France » et sur l'arrière l’inscription « Nous aimons la France comme elle nous a aimés 1914-1918 ». La structure de la partie inférieure du socle est enrichie avec des compositions en relief de contenu narratif, qui ont été réalisées à Split selon les croquis de Meštrović par ses élèves,le sculpteur – Frano Kršinić qui dirige les travaux et encore Antun Augustinčić, Grga Antunac, Šime Dujmić i Orlandini. Les reliefs n’empiètent pas l’espace en dehors du plan du socle et mettent en œuvre systématiquement le concept du bâtiment, avec un empiècement précis des pièces sculptées et des joints visibles dans l’esprit du relief monumentaliste égyptien, ne présentant pas les applications sur un piédestal, mais en tant que partie entière ce qui est dans le concept des sculptures de Meštrović. La représentation des reliefs décrivent les principaux mérites : une stricte série de répétitions de figure en relief « guerrier » sur la gauche qui introduit le principe d’isocéphalie dans la composition prenant modèle dans les reliefs peu profonds des tireurs assyriens- un motif que Meštrović développe à travers les reliefs et la lithographie, parlant de l’alliance militaire entre les troupes serbes et française sur le front de Thessalonique ; du côté opposé modelé plus finement la « Sorbonne » suggère l’aide éducative adressée à la jeunesse serbe pendant et après la guerre. Le tout premier croquis pour ce relief se trouve dans la galerie « Meštrović » et montrait la France comme une femme qui allaite les enfants serbes, mais il a été modifié après les suggestions du directeur de l’Institut français de Zagreb et ami personnel de l’auteur (Raymond Warnier).
Le symbole national du triomphe de la république française sous la forme d’une figure féminine : Marianne après la révolution et la chute de la monarchie en France est exprimé dans de nombreuses œuvres – avec le chant de La Marseillaise sur les lèvres elle est affichée comme une meneuse dans la bataille sur le relief Le départ des volontaires de François Rude sur l’Arc de Triomphe, sur le célèbre tableau d’Eugène Delacroix consacré à la révolution de juillet elle est présentée comme La liberté guidant le peuple, tandis que sur le tableau de Daumier La république qui se trouve au musée d’Orsay, elle est présentée comme une grande mère allaitant ses enfants. Celle-ci et d’autres œuvres allégorique semblables représentant la France sous la forme d’une figure féminine déterminée avec le caractéristique bonnet phrygien comme symbole reconnaissable, fournissent de claires et importantes directives pour le monument qu’érige Meštrović à Kalemegdan.
La stylisation de la forme et la dramatisation du mouvement de la figure par l’expression sculpturale rapproche cette œuvre à la sécession. La logique du mouvement qui provient fortement de l’époque sculpturale post-hellénique, est basée sur e transfert du poids total de la figure sur le pied gauche et l’établissement de l’équilibre statique entre les plans dominants – la masse torsadée de la partie supérieure avec l’épaule droite mise en avant et la propagation d’un arc long et tendu de la jambe droite avec le volume global de la draperie et la main gauche. L’agencement des plans principaux et la position latérale du relief transmettent l’aspect capital de vision du monument sur des côtés. Malgré le fait que l’aspect latéral soit plus riche en art, Meštrović établit l’orientation frontale de la figure vers l’observateur pour qu’avec cette position frontale (idéale) soit accentué la dignité et l’importance des visages. La déviation par rapport à l’approche naturaliste et l’ajout de détails modernes, sont très évidents sur le traitement des draperies dont la forme fantasque sur le front de la sculpture la rend presque méconnaissable. Avec le rejoignement des volumes de la main gauche aux plans latéraux des draperies en fonction est établie la forme presque aérodynamique, où l’étendue horizontale des plis du tissu suggère la force du mouvement et l’élan. Dans cette propagation des plis tourbillonnant de la draperie on voit la volonté de l’auteur de suggérer les plans latéraux des ailes avec leurs volumes ce qui rapproche l’œuvre à l’idéal de la présentation sculpturale de la victoire – la très connue sculpture post-hellénique victoire de Samothrace.

## Emplacement et l'importance
Le monument a été placé près du portail de Karadjordje de la forteresse de Belgrade, à la place de l’ancien Monument à Karadjordje, qui après son retour d’une victoire triomphantes dans les guerres balkaniques de 1913 construit le Ministère de l’armée pour marquer les cent ans de la formation de l’armée régulière établie par le meneur Karadjordje. Le Monument à Karadjordje en 1916 a été détruit à la dynamite par les troupes d’occupation austro-hongroises, afin de le remplacer par un monument en bronze colossal de Franz Joseph, qui après la guerre a été retrouvée dans une barge de la Sava. Elle a été refondue et a servi à construire des cloches pour les églises orthodoxes, dont la plus grande a été offerte à l’Église Ružica à Kalemegdan. L’organisation de la construction du monument à Karadjordje a commencé en 1857 et est l’une des premières activités liées à la construction de monuments publics en Serbie. La statue de Mestrovic placée à cet endroit utilise la forte symbolique de la forteresse comme le lieu de combat et la position exceptionnelle entre les rivières, soulevant l’importance historique et nationale de cette localité précédemment prévue pour ériger le monument à la mémoire de Karadjordje.
Le Monument de reconnaissance à la France appartient à la période créative de Mestrovic après la Première Guerre mondiale, au cours de laquelle ont été créés ses plus nombreux monuments de conception impressionnante, de détails réduits et soulignant ses idées principales. Ce monument introduit une nouvelle conception d’expressivité à la place des habituels concepts réaliste et narratif, contribuant au développement des monuments publics à Belgrade, en raison de son importance culturelle et historique, il a été déclaré monument culturel en 1965 et en 1983 il a été nommé bien de grande importance pour la république de Serbie (Journal officiel de la RS n°28/8).

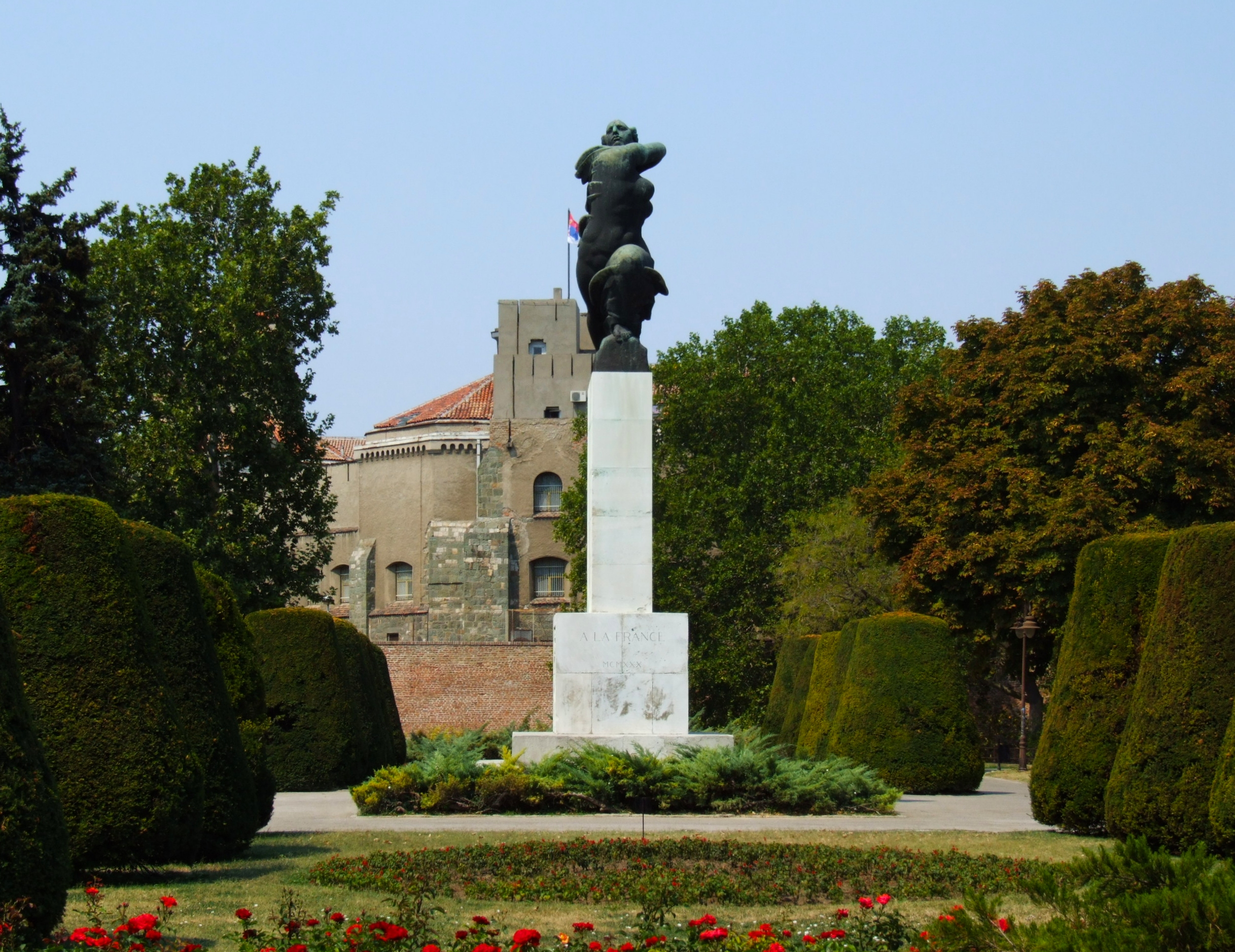
Vue plus générale du monument.
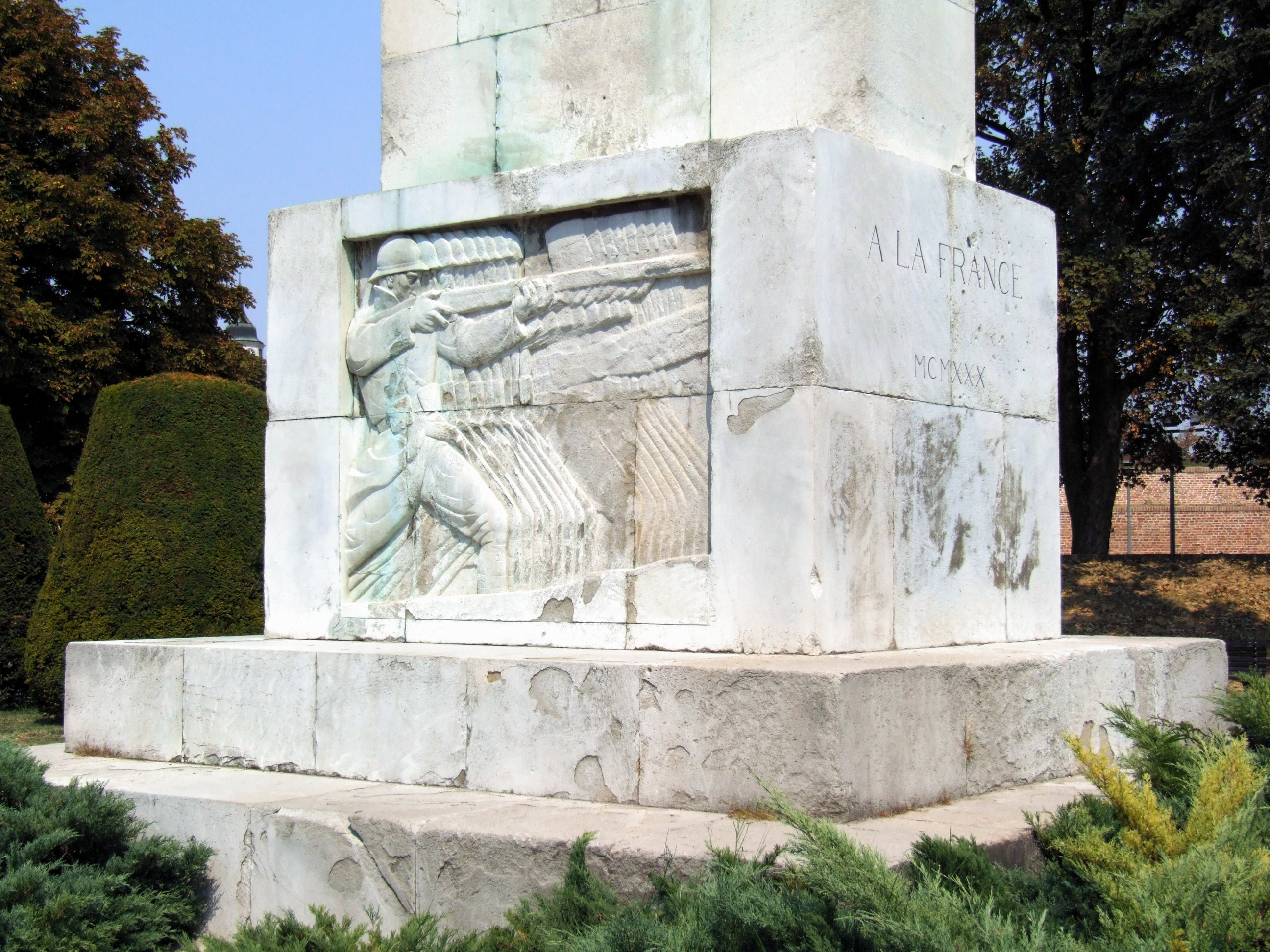
Détail du socle.

En 1999, lorsque la France participe aux frappes de l'OTAN dans le contexte de la guerre de Yougoslavie, la statue est voilée de noir, signe de deuil.